# Revolución bielorrusa de 1991
La revolución bielorrusa de 1991 fue una serie de huelgas nacionales y manifestaciones independentistas contra las políticas de la Unión Soviética. La caída del nivel de vida y el desempleo, junto con las políticas del Glasnost y Perestroika, también provocaron manifestaciones masivas y disturbios, en donde la mayoría de jóvenes exigieron democracia y lideraron huelgas laborales en Bielorrusia. Las primeras protestas masivas fueron en abril, cuando cientos de miles ondearon la bandera bielorrusa y exigieron la renuncia del presidente Mijaíl Gorbachov. Se llevaron a cabo manifestaciones masivas en Brest, Minsk, Maguilov y Gómel entre abril y mayo. Las manifestaciones pacíficas fueron las más grandes en la hist oria de Bielorrusia en ese momento. Las crecientes protestas callejeras y la desobediencia civil masiva sacudieron a Bielorrusia en julio y agosto. El 25 de agosto de 1991, Bielorrusia declaró su independencia de la Unión Soviética, como parte de la disolución del país.